# Municipio de Henry Clay
El municipio de Henry Clay (en inglés: Henry Clay Township) es un municipio ubicado en el condado de Fayette en el estado estadounidense de Pensilvania. En el año 2000 tenía una población de 1.984 habitantes y una densidad poblacional de 15 personas por km².

## Geografía
El municipio de Henry Clay se encuentra ubicado en las coordenadas 39°48′00″N 79°22′28″O / 39.80000, -79.37444.

## Demografía
Según la Oficina del Censo en 2000 los ingresos medios por hogar en la localidad eran de $27,256 y los ingresos medios por familia eran de $30,417. Los hombres tenían unos ingresos medios de $24,602 frente a los $19,333 para las mujeres. La renta per cápita de la localidad era de $12,491. Alrededor del 18,4% de la población estaba por debajo del umbral de pobreza.